# Цефалоцереус
Цефалоцереус (Cephalocereus Pfeiff. 1838) — рід сукулентних рослин з родини кактусових.

## Етимологія

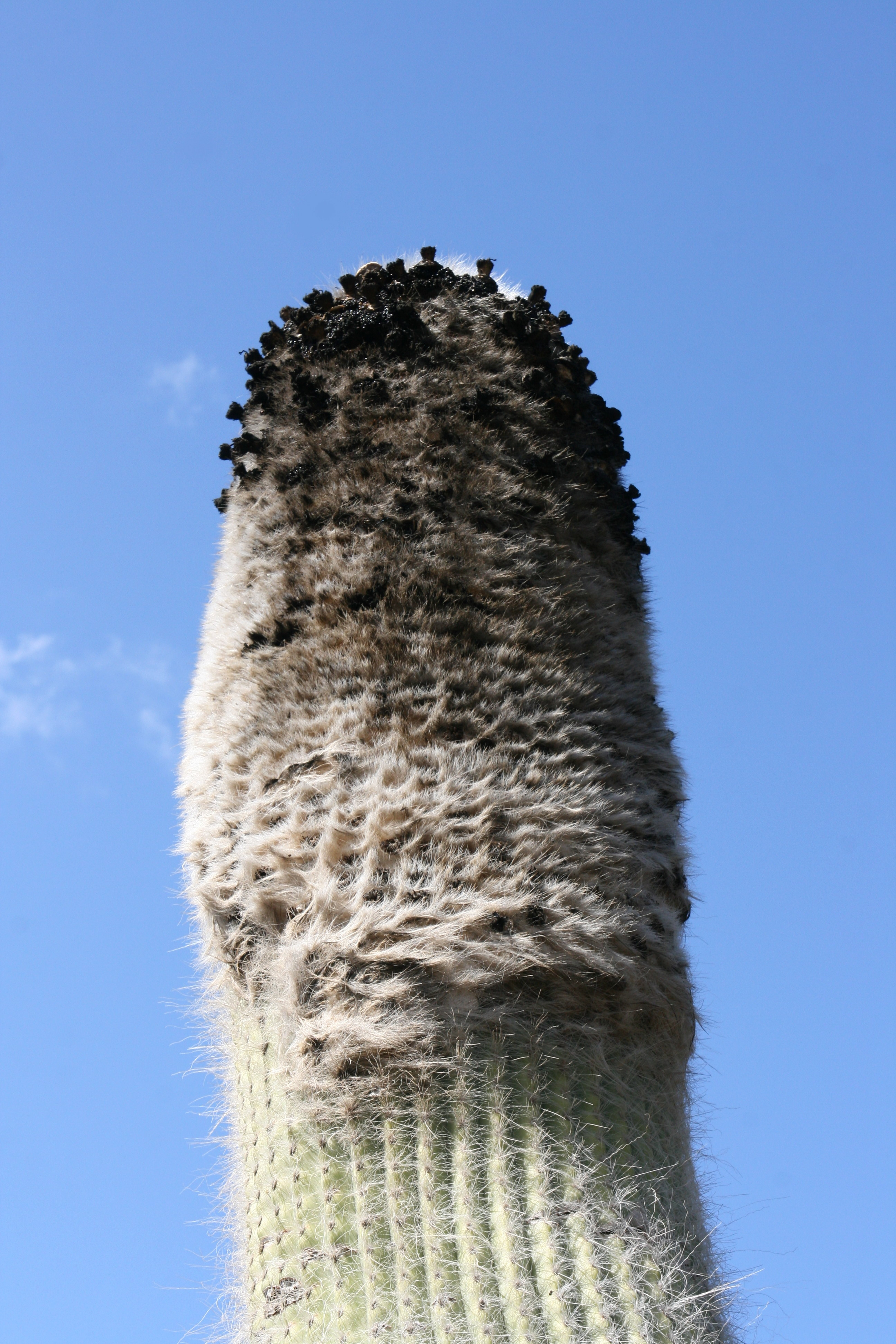
Cephalocereus senilis. На верхівці добре видно цефалій.

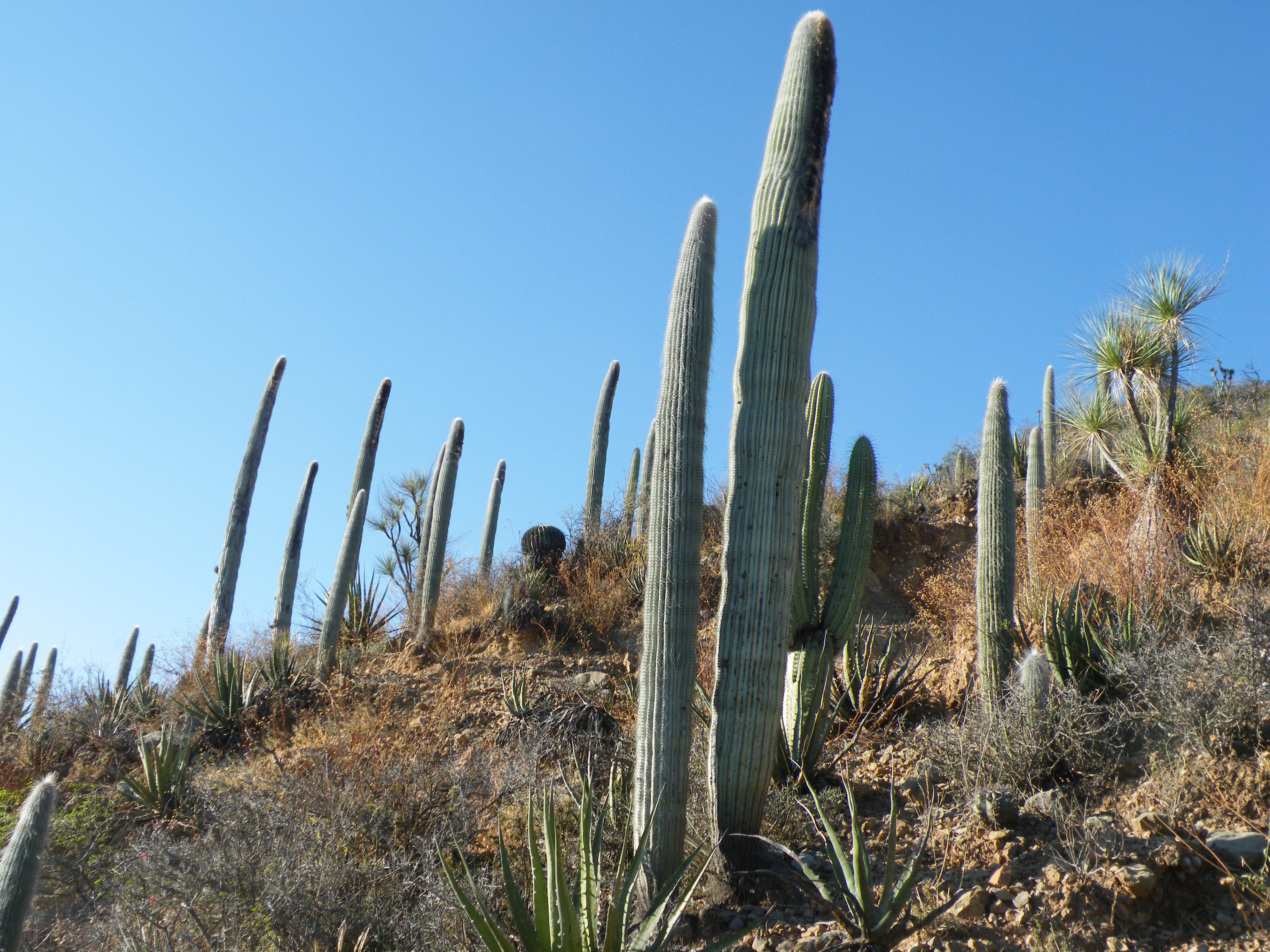
Cephalocereus columna-trajani в природних умовах у штаті Пуебла

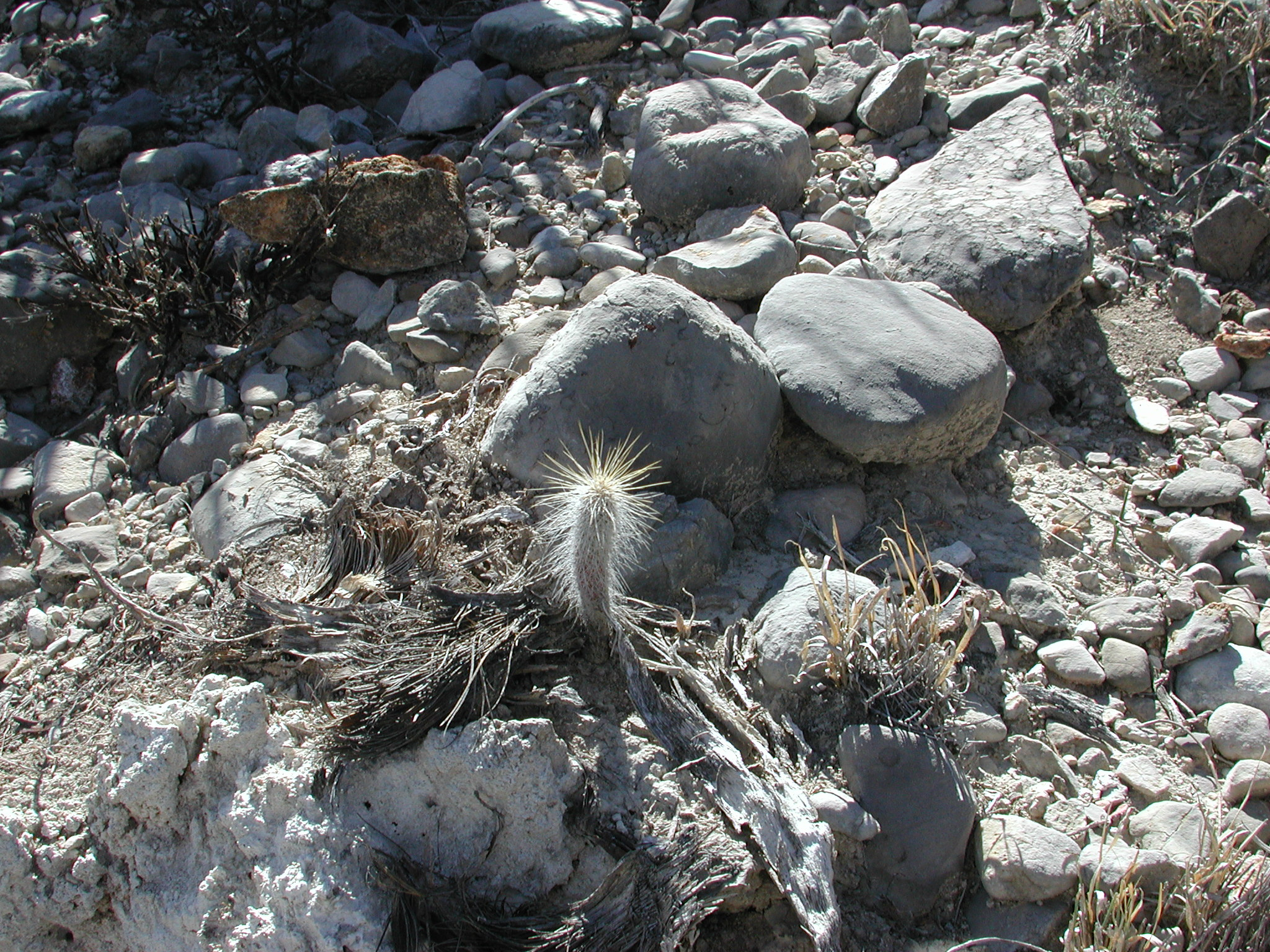
Молодий Cephalocereus columna-trajani проростає серед каміння поблизу Теуакана у штаті Пуебла

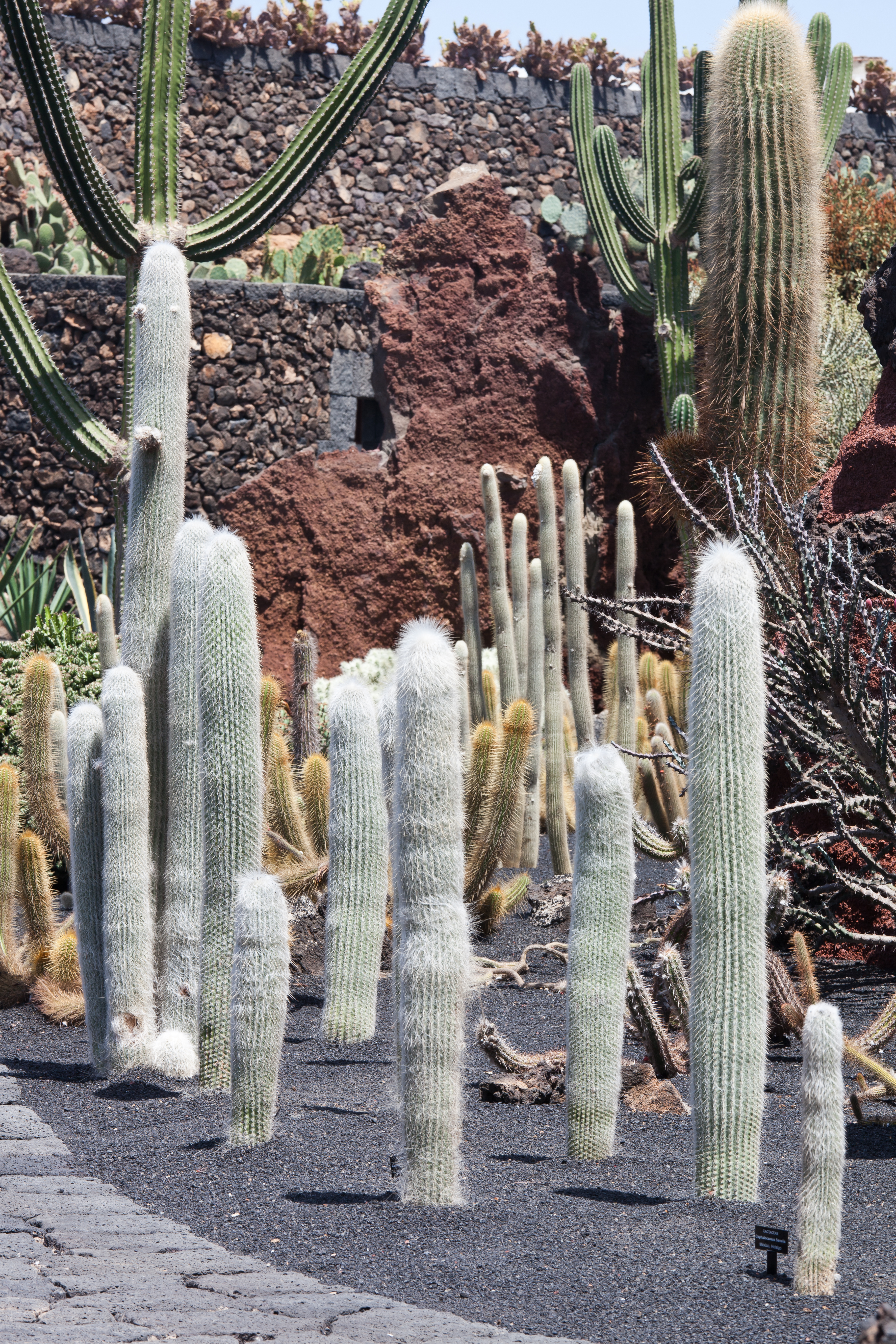
Cephalocereus senilis в «Саду кактусів» в Тегісе, Канарські острови, Іспанія.

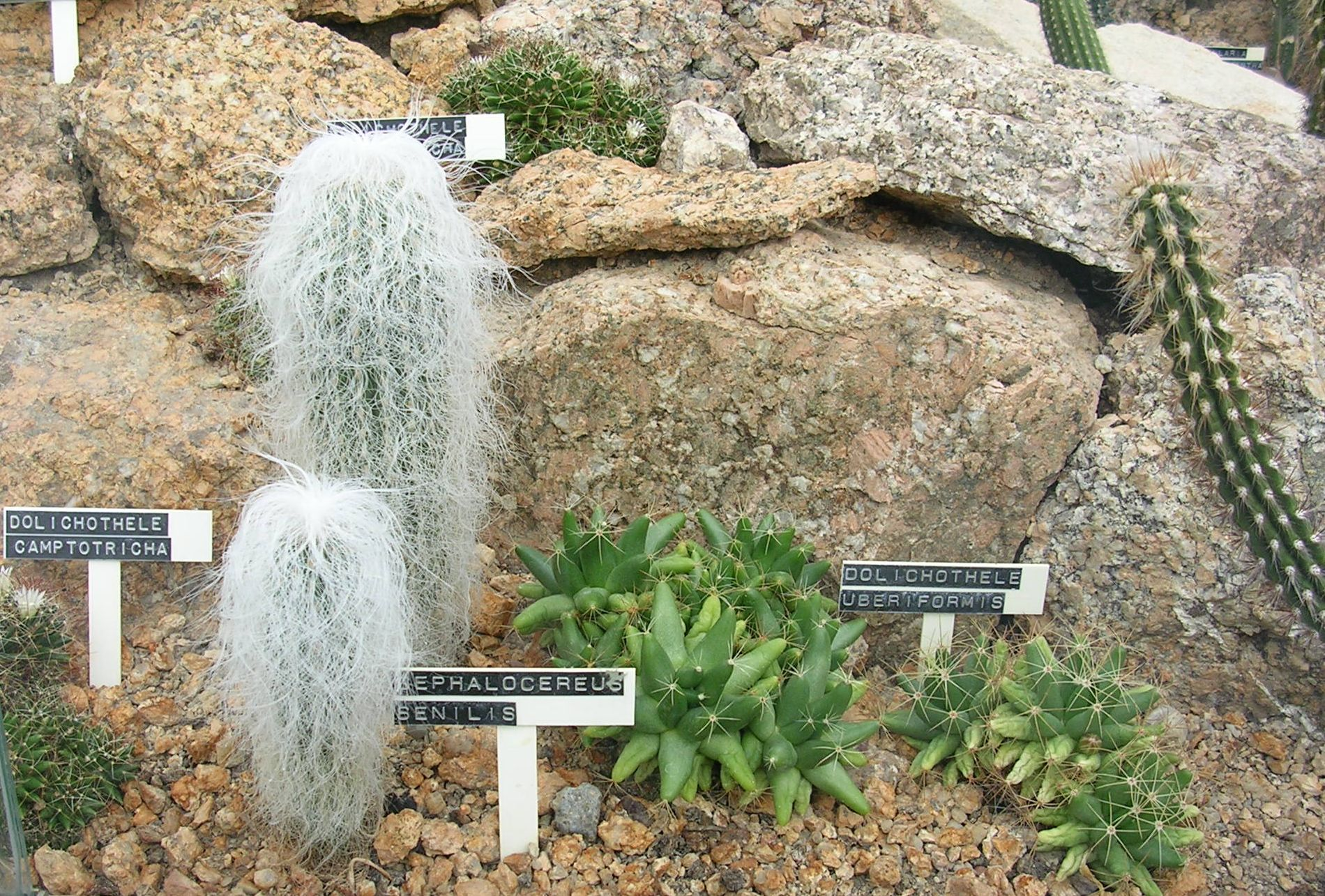
Cephalocereus senilis в композиції з Dolichothele uberiformis в Ліберецькому ботанічному саду, Ліберець, Чехія

Назава походить від грец. Cephale — «голова» і «лат. cereus» — «восковий, воскова свічка», що характеризує циліндричну форму стебел і утворення у ряду видів специфічних голівчатих повстяних наростів (цефаліїв) в їх верхівковій частині. Стебло цього кактуса рясно вкритий білими волосками, які у дорослих рослин досягають 30 см завдовжки. В результаті складається враження, що кактус обріс сивим волоссям. Побутові назви цих рослин — «свічеголовник старечий», «голова старого», «старий-кактус», «мексиканський старий».

## Історія систематики
Спочатку до роду Cephalocereus відносили декілька видів. Але вже Пфайффер представляв точку зору, що не всі з них насправді належать до нього. Згодом їх рознесли до родів Austrocephalocereus, Backebergia, Coleocephalocereus, Espostoa, Haseltonia, Micranthocereus, Mitrocereus, Neodawsonia, Pilosocereus і до 1986 року рід вважався монотиповим, що включав єдиний вид Cephalocereus senilis. Згідно сучасним дослідженням до роду належать 5 видів.

## Ареал і екологія
Цефалоцереуси є ендемічними рослинами Мексики. Більшість видів, крім Cephalocereus senilis  зустрічається у штаті Оахака. Cephalocereus apicicephalium ще мешкає у штаті Чіапас, Cephalocereus columna-trajani — у штаті Пуебла. Ареалом Cephalocereus senilis є штати Ідальго і Веракрус. Ростуть на вапнякових схилах у важкому, глинистому ґрунті, змішаному з продуктами ерозії сланцевих і вапнякових порід.

## Загальна біоморфологічна характеристика
Колоноподібний кактус. Стебла високі, мало розгалужені, ребристі. В природних умовах цефалоцереуси ростуть дуже повільно, тим не менш, з віком досягають 15 м заввишки. Ребра прямі, низенькі, з густорозташованими ареолами, оповитими шерстистою повстю, що несуть прямі, гострі, білі або жовтаві колючки, безліч довгих, хвилястих, досить м'яких волосків, що майже повністю закривають і стебло, і колючки. Цефалій боковий, з'являється вперше при висоті рослин близько 6 м, світло-коричневий до жовтуватого, кудлатий. Квітки короткі, воронкоподібні, актиноморфні, до 9,5 см завдовжки і 7,5 см у діаметрі. Квіткова трубка вкрита густими волосками. Плоди голі або з лусочками і волоссям, червоні, м'ясисті. Насіння, велике, гладке або горбкувате, блискуче, чорне.

## Культивування
В культурі цефалоцереуси потребують ретельного, кваліфікованого догляду. Ростуть повільно і не досягають великих розмірів та, як правило, не зацвітають.
У літній період вимагають інтенсивного, але розсіяного сонячного освітлення, добре реагують на регулярні обприскування м'якою водою і вологе повітря теплиць. Полив під час вегетації помірний до обмеженого. Взимку утримуються при температурі 10-14 °С, практично без поливу, але з періодичним обприскуванням стебел дрібним водяним пилом.
Землесуміш має бути добре проникною, з глибоким дренажем. Склад землесуміші: листовий перегній — 30 %, дернова земля — 30 %, гравійна і цегляна крихта — 40 %. рН близько 6. Розмноження насіннєве і вегетативне.

## Охорона у природі
Всі види роду Cephalocereus входять до Червоного списку Міжнародного Союзу Охорони Природи:
| - Cephalocereus apicicephalium — статус: «Найменший ризик» - Cephalocereus columna-trajani — статус: «Найменший ризик» - Cephalocereus nizandensis — статус: «Уразливі види» | - Cephalocereus senilis — статус: «Види під загрозою вимирання» - Cephalocereus totolapensis — статус: «Уразливі види» |